# Pseudacanthicus leopardus
Pseudacanthicus leopardus — вид риб з роду Pseudacanthicus родини Лорікарієві ряду сомоподібні.

## Опис
Загальна довжина сягає 15 см. Голова широка, сплощена зверху. У самців вона більш велика. Очі доволі великі. Є 2 пари коротеньких вусиків. Щелепи короткі, утворюють гострий кут при їх об'єднанні. Зуби товсті та нечисленні. Тулуб видовжений, його вкрито великою кількістю гострих шипиків. Звідси походить інша назва цих сомів. Спинний плавець доволі великий, широкий та довгий. Грудні плавці широкі. У самців на першому промені цих плавців є довгі шипи. Черевні плавці видовжені. Анальний плавець має меншу основу, ніж у черевних. Жировий плавець крихітний. Хвостовий плавець великий, з гострими кінцями, з нитками у дорослих особин.
Забарвлення темно-коричневе з чорними плямами на тулубі й плавцях. Крайні промені спинного та хвостового плавців помаранчево-червоного кольору, кінчики променів цих плавців того ж кольору. Черево має сіро-жовте забарвлення. У молодих особин через спинний і хвостовий плавці проходить широка смуга червоного кольору. Також молодь не має чорних плям на плавцях.

## Спосіб життя
Є демерсальною рибою. Віддає перевагу м'якій і кислій воді, насиченій киснем. Зустрічається на швидкій течії з піщаним дном. Вдень ховається серед каміння та корчів. Активна у присмерку та вночі. Живиться двостулковими, равликами, креветками, в значно меншій мірі водоростями.

## Розповсюдження
Мешкає в річці Рупунуні (Гаяна).